# Stejaru, Giurgiu
Stejaru este un sat în comuna Singureni din județul Giurgiu, Muntenia, România. Se află în Câmpia Găvanu-Burdea.